# 大山武俊
大山 武俊（おおやま たけとし、1932年4月8日 - 2018年2月13日）は、カベナント教会系の日本の牧師。

## 経歴
岡山県倉敷市に生まれる。カベナント教会系の瑞典聖約基督教会でキリスト教に入信する。
1955年(昭和30年)に岡山大学法文学部法学科を卒業。大学卒業後渡米して、米国シカゴのノースパーク神学校(North Park Theological Seminary)で学び1959年(昭和34年)に卒業。
帰国後、瑞典聖約基督教会の倉敷呼松聖約教会牧師、岡山聖約教会牧師の牧師を務め、1964年(昭和39年)日本聖約キリスト教団が創立されると、代表役員に就任した。
1966年(昭和41年)より日本聖契キリスト教団に移り、藤沢湘南台聖契教会協力牧師をしながら、聖契神学校でヘブル語の教授に就任する。
1979年(昭和54年)にはヘブル語の初級文法書を著す。
後に、聖契キリスト教団の代表役員を務める。また、聖契神学校の校長に就任する。
聖契神学校引退後、日本聖約キリスト教団に戻り、倉敷聖約キリスト教会の名誉牧師に就任した。

## 役職
- 元日本聖約キリスト教団代表役員、元日本聖契キリスト教団代表役員。
- 元「倉敷呼松聖約教会牧師、岡山聖約教会牧師、藤沢湘南台聖契教会牧師、聖契神学校校長」
- 倉敷聖約キリスト教会名誉牧師。

## 著書
- 『エステル記』（いのちのことば社、新聖書注解） 1977年
- 『行って実を結ぶために』（聖契神学校） 1978年
- 『だれにでも学べる旧約聖書のヘブル語』（聖契神学校） 1979年
- 『増幅法による旧約研究の試み』（日本福音主義神学会） 1979年